# Aleksiej Korobiejnikow
Aleksiej Witaljewicz Korobiejnikow (ros. Алексей Витальевич Коробейников; ur. 12 maja 1978 w Aczyńsku, zm. 16 maja 2014 w Krasnojarsku) – rosyjski biathlonista, reprezentant Ukrainy od 2002 roku.
Najwyższe miejsce w klasyfikacji generalnej pucharu świata w biathlonie zajął w sezonie 2006/2007 – była to 66. pozycja.
Swój ostatni biathlonowy występ zanotował 17 stycznia 2009 podczas Pucharu świata w Ruhpolding.
24 marca miał wypadek samochody w swoim rodzinnym mieście – Aczyńsku. Na skutek obrażeń w nim odniesionych zmarł 8 tygodni później w szpitalu w Krasnojarsku.

## Osiągnięcia

### Igrzyska olimpijskie
| Rok  | Miejscowość | Konkurencje | Konkurencje | Konkurencje | Konkurencje | Konkurencje | Konkurencje | Konkurencje |
| Rok  | Miejscowość | IN          | SP          | PU          | MS          | RL          | MR          | SR          |
| ---- | ----------- | ----------- | ----------- | ----------- | ----------- | ----------- | ----------- | ----------- |
| 2006 | Turyn       | 54.         | –           | –           | –           | 7.          | nd.         | –           |

### Mistrzostwa świata
| Rok  | Miejscowość     | Konkurencje | Konkurencje | Konkurencje | Konkurencje | Konkurencje | Konkurencje | Konkurencje |
| Rok  | Miejscowość     | IN          | SP          | PU          | MS          | RL          | MR          | SR          |
| ---- | --------------- | ----------- | ----------- | ----------- | ----------- | ----------- | ----------- | ----------- |
| 2003 | Chanty-Mansyjsk | 44.         | –           | –           | –           | –           | nd.         | –           |
| 2004 | Oberhof         | –           | –           | –           | –           | 7.          | nd.         | –           |
| 2005 | Hochfilzen      | –           | 38.         | 30.         | –           | 10.         | nd.         | –           |
| 2007 | Rasen-Antholz   | 16.         | 36.         | 29.         | 26.         | 8.          | 10.         | –           |
| 2008 | Östersund       | –           | –           | –           | –           | –           | 13.         | –           |

### Mistrzostwa świata juniorów
| Rok  | Miejscowość | Konkurencje | Konkurencje | Konkurencje | Konkurencje | Konkurencje | Konkurencje | Konkurencje |
| Rok  | Miejscowość | IN          | SP          | PU          | MS          | RL          | MR          | SR          |
| ---- | ----------- | ----------- | ----------- | ----------- | ----------- | ----------- | ----------- | ----------- |
| 1998 | Jericho     | 10.         | –           | nd.         | nd.         | nd.         | nd.         | –           |